# Philipp Heinel
Johann Philipp Heinel (* 21. Oktober 1800 in Bayreuth; † 29. Juli 1843 in München) war ein deutscher Maler von Landschaftsbildern und Genreszenen.

## Leben
Heinel war der Sohn eines Stadt- und Kammermusikers in Bayreuth, der seinen Sohn für eine kaufmännische Ausbildung bestimmt und mit elf Jahren nach Nürnberg in die Lehre gegeben hatte. Er liebte die Kunst und Musik und nutzte die wenigen freien Stunden zum Zeichnen. Als sein Vater im Jahre 1818 starb, kündigte er seine Stellung und wandte sich der Kunst zu. Bis 1820 besuchte er die Zeichenschule in Nürnberg und schrieb sich am 19. September 1820 an der Münchner Akademie für das Fach Historienmalerei bei Johann Peter von Langer ein. Sein erstes historisches Gemälde hieß Ossian und Malvina. Da es ihn an Geldmitteln mangelte wechselte er die Fachrichtung und verdiente sich seinen Lebensunterhalt durch das Porträtmalen. Später widmete er sich dann der Genremalerei und fertigte bevorzugt Szenen aus dem Leben der Bergbewohner. In den letzten Jahren malte er einige Landschaftsbilder.
Heinel war seit dem 14. Oktober 1832 mit einer Tochter des königlichen Advokaten Seiffert verheiratete und ließ sich in München nieder. Das Paar hatte sechs Kinder. Im Juni 1842 wurde er krank und verstarb im Jahr darauf. Einer der Söhne war der Maler Eduard Heinel (1835–1895).

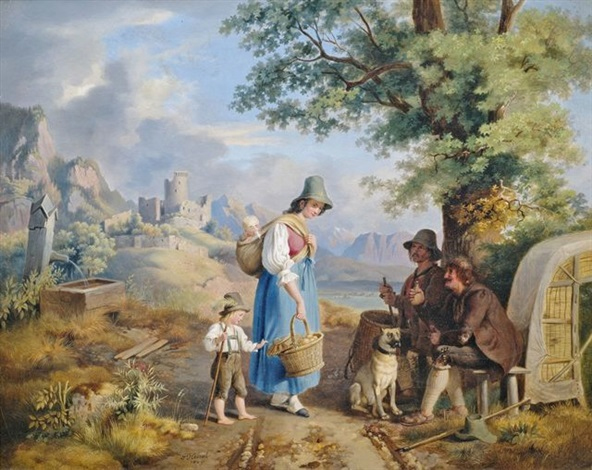
Tirolerin mit ihren Kindern

## Werke (Auswahl)
- 1828: Altarbild der Spitalkirche Bayreuth
- 1833: Aufziehendes Gewitter am Chiemsee
- 1835: Der Dudelsackpfeifer am Volksfest zu Nürnberg, Oberbayerische Landschaft mit Bauern
- 1839: Junges Familienglück
- 1842: Gebirgssee mit Kindern, Der Marktbauer und Die Sennerin
- XII Ansichten der vorzüglichsten Landschafts-Partien aus Franken. Höreth, Bayreuth 1839.